# منغنوسين
منغنوسين هو مركب عضوي فلزي للمنغنيز، وهو واحد من مركبات الميتالوسينات الشطيرية. يوجد هذا المركب في الشروط القياسية على هيئة صلب بلوري بني.

## التحضير
يحضر هذا المركب من تفاعل كلوريد المنغنيز الثنائي مع حلقي بنتاديينيد الصوديوم:
{\displaystyle \mathrm {MnCl_{2}+2\ C_{5}H_{5}Na\longrightarrow (C_{5}H_{5})_{2}Mn+2\ NaCl} }

## الخواص
يوجد المركب في الشروط القياسية على هيئة صلب بلوري بني اللون، وهو يتألف بنيوياً من ذرة منغنيز مركزية محصورة بين وحدتي أنيون حلقي البنتاديينيل، ويحوي هذا المعقد التناسقي على 17 إلكترون تكافؤ، وهو بذلك ينقصه إلكترون واحد عن تحقيق قاعدة 18 إلكترون، لذلك فإنه يعد مثالاً على مركب من مركبات الميتالوسينات ذي صفة أيونية.
في الحالة الصلبة يوجد المركب في بنية مبلمرة تحاط فيه كل ذرة منغنيز بثلاث وحدات من حلقي البنتاديينيل، ولكن عند درجات حرارة مرتفعة يعود إلى البنية الشطيرية.